# Siphocampylus
- Commons
- Wikispecies

Siphocampylus é um gênero botânico pertencente à família Campanulaceae.
1. ↑  «Siphocampylus — World Flora Online». www.worldfloraonline.org. Consultado em 19 de agosto de 2020